# Березень 2024
Березень 2024 — третій місяць 2024 року, що розпочався у п'ятницю 1 березня та закінчиться у неділю 31 березня.

## Свята та пам'ятні дні
- 8 березня, п'ятниця — Міжнародний жіночий день, вихідний день.
- 11 березня, понеділок — Масниця.
- 17 березня, неділя — Прощена неділя (Сиропуст).
- 18 березня, понеділок — початок Великого посту, який буде тривати до 4 травня.
- 20 березня, середа — День весняного рівнодення; Міжнародний день щастя.
- 25 березня, понеділок — Благовіщення Пресвятої Богородиці, дванадесяте неперехідне релігійне свято.
- 30 березня, субота — Година Землі.

## Події
- 1 березня
  - Науково-фантастичний фільм «Дюна: Частина друга» у перший день прокату зібрав рекордні $5,2 млн у 13 країнах[1]
  - Розпочався чемпіонат світу з легкої атлетики в приміщенні, що проходить в Глазго (Шотландія) на «Емірейтс Арені».

- 3 березня
  - В Гаїті озброєні банди взяли штурмом дві в'язниці[en], в результаті втекло близько 3700 злочинців.[джерело?]

- 4 березня
  - Стартували перші за участі Фінляндії навчання НАТО Nordic Response 2024[2]

- 5 березня
  - Спецпідрозділ ГУР МО України «Group 13» за допомогою дронів MAGURA V5 потопив російський патрульний катер «Сергій Котов»[3][4]
  - Міжнародний кримінальний суд видав ордери на арешт командувачів дальньої авіації Росії Сергія Кобилаша та Чорноморського флоту РФ Віктора Соколова, причетних до ракетних ударів по об'єктах енергетичної інфраструктури України[5][6][7]
  - Біткойн оновив абсолютний історичний максимум, торгуючись вище $69 000[8]

- 6 березня
  - На праймериз супервівторка під час виборів президента США Джо Байден (Д) виграв в 11 штатах, Дональд Трамп (Р) — у 12 штатах[9]

- 7 березня
  - Список країн НАТО поповнився 32 країною — до НАТО приєдналась Швеція[джерело?]

- 9 березня
  - Переможці Шевченківської премії 2024 року у п'яти номінаціях[10][11]: Джамала та Кармелла Цепколенко (Музичне мистецтво), Андрій Єрмоленко (Візуальні мистецтва), Дмитро Лазуткін та Ярина Чорногуз (Література), Євген Малолєтка, Мстислав Чернов, Василиса Степаненко (Публіцистика та журналістика); Іван Уривський, Тетяна Овсійчук, Сусанна Карпенко (Театральне мистецтво)

- 10 березня
  - У Лос-Анджелесі Мстислав Чернов, Євген Малолєтка, Василиса Степаненко, Рейні Аронсон-Рат та Мішель Мізнер на сцені 96-й церемонії вручення премії Американської академії кінематографічних мистецтв і наук за заслуги в галузі кінематографа, які працювали над створенням документальної стрічки «20 днів у Маріуполі» та отримали кінопремію «Оскар» у категорії «Найкращий документальний повнометражний фільм»[12][13]

- 13 березня
  - Європейський парламент ухвалив перший у світі закон про штучний інтелект (ШІ), який має забезпечити безпеку і дотримання прав громадян[14]

- 17 березня
  - «Президентські вибори» в Росії: результат Володимира Путіна оголошено на рівні 87 % голосів при явці в 77 %[15]
  - У третій, останній день голосування на «президентських виборах» у Росії опозиція проводить акцію «Опівдні проти Путіна»[16]

- 22 березня
  - Через російський масований ракетний удар по Україні виведено з ладу Дніпровську ГЕС та Зміївську ТЕС[17][18]
  - Увечері в місті Красногорську Московської області відбувся теракт у «Crocus City Hall»[джерело?]

- 24 березня
  - Пілот Феррарі Карлос Сайнс переміг на Гран-прі Австралії у Формулі-1[19]

- 26 березня
  - Міст імені Френсіса Скотта Кі в Балтиморі обвалився після зіткнення з ним контейнеровоза[20]
  - Президентом Сенегалу обрано[en] опозиційного політика Басіру Діомай Фая, якого випустили із в'язниці лише за десять днів до виборів[21]

- 28 березня
  - Вікіпедист і історик Юрій Лущай загинув під час масованого обстрілу на Донеччині[22]

- 31 березня
  - Українська команда Natus Vincere виграла в турнірі PGL CS2 Major Copenhagen 2024 по CS2 з призовим фондом в 1 250 000 $[23]
  - Перехід на літній час.